# 哈桑·古莱德·阿普蒂敦
哈桑·古莱德·阿普蒂敦（1916年10月15日—2006年11月21日），吉布提独立后首任总统。

## 生平
1916年10月15日阿普蒂敦出生在今日索马里境内的一个伊萨人家庭。
他反对法国对吉布提的殖民统治，也反对吉布提同邻国索马里合并。在1958年的地方选举中，古莱德彻底击败了主张与索马里合并的穆罕默德·哈比·法拉赫。之后，经过长期斗争，法国最终同意吉布提独立。
1977年6月27日，吉布提宣布独立，古莱德首先出任总理，不久当选为首任总统。1981年，阿普蒂敦宣布实行一党专制，其专用政党争取进步人民联盟成为国内唯一合法政党。
1991年，由于不满伊萨人长期一党专政，北部阿法尔人起兵反抗古莱德，迫使其在次年宣布逐渐推行多党制。
1993年，在首次多党大选中，阿普蒂敦以60.75%的选票，连任总统成功。1999年，阿普蒂敦宣布任满退休，将政权成功转交给外甥兼亲信伊斯梅尔·奥马尔·盖莱。
2006年11月21日，阿普蒂敦去世，享年90岁。